# Melam-Kisz
Melam-Kisz – według Sumeryjskiej listy królów szesnasty władca należący do I dynastii z Kisz. Dotyczący go fragment brzmi następująco:
„Melam-Kisz (z Kisz), syn Enmenuny, panował przez 900 lat”.